# Paolo Cottino
Paolo Cottino (Gressan, 13 luglio 1935 – Gressan, 22 febbraio 2016) è stato un pugile italiano, peso medio professionista che tra gli anni '50 e '60, fu tra i migliori pesi medi italiani.